# Salih Gjuka
Salih Gjuka (ur. 1876 w Peciu, zm. 1925 w Beracie) – albański nauczyciel, jeden z sygnatariuszy deklaracji niepodegłości Albanii, członek Albańskiego Przebudzenia Narodowego.

## Życiorys
W 1912 roku reprezentował Peć podczas obrad we Wlorze nad Albańską Deklaracją Niepodległości. 4 grudnia tego roku został wybrany członkiem albańskiego senatu.
W latach 1913–1914 pełnił funkcję dyrektora wydziału oświaty okręgu Berat.